# Wyspa Energetyk
Wyspa Energetyk lub Wyspa Duża – wyspa na jeziorze Solińskim położona w zachodniej części akwenu, na terenie gminy Solina, w Górach Sanocko-Turczańskich. Jest jedną z trzech wysp na Jeziorze Solińskim (nie licząc Wyspy Okresowej) i największą z nich, oraz jedyną zamieszkałą.
Ponad 70 procent wyspy stanowi las, zaś resztę powierzchni zajmują łąki oraz piaszczysto-skaliste plaże.
Wyspa należy do PGE Energia Odnawialna Oddział ZEW Solina-Myczkowce w Solinie. Można się na nią dostać promem z miejscowości Polańczyk. Na wyspie znajdują się domki letniskowe, pole campingowe, boisko do siatkówki, restauracja, dwie przystanie żeglarskie, pływający punkt widokowy, oraz molo. Od 2017 odbywają się tam zawody biegowe Charytatywny CROSS PGE Energia Odnawialna w Polańczyku. W 2022 roku zakończyła się modernizacja infrastruktury turystycznej wyspy.